# Naši dani – priča o hrvatskom rocku
Naši dani – priča o hrvatskom rocku, hrvatski glazbeno-dokumentarni serijal. Bavi se hrvatskom rock glazbom.
Serijal se zove po prvom autorskom albumu u Hrvata, Naši dani Grupe 220. Snimljen je u koprodukciji HRT-a i Instituta hrvatske glazbe. Gledateljima otkriva kako je nastajao te kako se razvijao hrvatski rock. Autori su se fokusirali na ključne albume, autore, izvođače i događaje od 50-ih godina pa do kraja 20. stoljeća. Serijal je u deset nastavaka.
Predloške scenarija izradili su glazbeni antologičari, novinari i kritičari Siniša Škarica, Arsen Oremović i Hrvoje Horvat, izvršni scenarist Milan Majerović-Stilinović, redatelj serijala Andrija Vrdoljak. Vjekoslav Vrdoljak je direktor fotografije, Mario Krce je snimatelj. Goran Navojec je narator, montažer Alfred Kolombo, izvršni producent Hrvoje Habeković i urednik je Tomislav Štengl.
Za snimanje su autori serijala da bi ostvarili dobru filmsku priču, pred kamerama su razgovarali s glazbenim zvijezdama, diskografima, menadžerima, novinarima, kritičarima, javnim djelatnicima koji imaju zanimljiv pogled na hrvatski rock. U realizaciji serijala snimljeno je više od 100 sudionika - rockera, rock kritičara i javnih osoba. U serijalu govore Josipa Lisac, Arsen Dedić, Krunoslav Kićo Slabinac, Boris Babarović Barba, Ivica Krajač, Siniša Škarica, Davor Gobac, Aki Rahimovski, Massimo, Goran Bregović, Drago Mlinarec, Husein Hasanefendić, Ivan Piko Stančić, Dado Topić, Vedran Božić, Zlatko Gall, Hrvoje Horvat, Željko Bebek, Jurica Pađen, Vladimir Mihaljek, Jasenko Houra, Davorin Bogović, Darko Rundek, Valter Kocijančić, Damir Martinović Mrle, Goran Lisica Fox, Max Juričić, Bojan Mušćet, Neno Belan, Gibonni, Marijan Ban, Dragan Lukić Luky, Vanna, Urban, Sandro Bastijančić, Mile Kekin, Goran Bare i drugi.
Ovaj mozaik hrvatskog rocka počinje s prvim rock sastavima i prvim plesnjacima u Hrvatskoj od sredine 50-ih do sredine 60-ih godina, prvom autorskom rock pjesmom u Hrvata Osmijeh Grupa 220, njihovim nastankom i njihovim prvim autorskim rock albumom u Hrvata i cijeloj bivšoj Jugoslaviji, albumu Naši dani, završava epizodom Ja sam budućnost... Da li ti se sviđam?, referirajući se na pjesmu Majki.

## Vanjske poveznice
- HRTi Serijal dostupan na HRTi